# Български военни гробища в Унгария

## Дравска епопея
В ранните часове на 6 март 1945 година части от 91 противотанков корпус с изходен пункт край Долни Михоляц установява предмостие през река Драва в района на унгарските села Дравасаболч, Дравапалконя, Дравачехи и няколкото чифлика около тях.
Започва една от най-грандиозните битки в най-новата история на българската армия. В резултат на тази битка българите се поздравяват с бляскава победа, но дават свидни жертви. Броят на убитите е 1614, а ранените са около 2500.

## Гробища след сраженията
Първите убити от 3-та Балканска дивизия са погребани в нива, разположена северозападно от село Харкани, където е поставен надпис: „Тук почиват български герои от 3-та Балканска дивизия, паднали в бран за родината си и за човешки правдини“, което впоследствие става най-голямото военно гробище в Унгария.
По време на бойните действия на територията на Унгария, където се сражава 1-ва Българска армия, загиват 3483 български войни. Всички те са погребани по ниви и по черковни дворове, по площади и изобщо навсякъде, където са водени бойни действия. Тези гробове са пръснати в 6 района и 54 населени места на Унгария. Първоначално гробищата са общо 66 на брой, но впоследствие до 1956 г. те са редуцирани до 16 броя.
През 1946 г. кметът на град Печ уведомява писмено българското Министерство на отбраната, че общинското ръководство на града предоставя специален парцел в центъра на града, където да се издигне паметник костница с имената на всички загинали по време на военните действия в Унгария български войни.
Министерството на войната с помощта на местното население издирва и събира костите на загиналите български воини и ги погребва в по-големи общи гробища и братски могили.

## Окрупнени гробища днес
Днес на територията на 3 унгарски области – Бараня, Шомод и Зала, има 16 български военни гробища .

### КомитатБараня
1. Село Вилан – в братската могила с паметник пред местното основно училищеоще в самото начало са погребани 23 първоармейци (предимно от 11-и пехотен Сливенски полк, 24-ти пехотен Черноморски полк и 29-и пехотен Ямболски полк от 3-та пехотна Балканска дивизия. Заедно с тях са погребани 7 неизвестни съветски (или германмски) войници. Пренесени от други гробища няма.
2. Град Мохач – в братска могила с паметник в централния градски парк първоначално са погребани 17 български бойци от различни поделения. Препогребения няма.
3. Град Печ – на някогашния булевард „Първа българска армия“ (сега Шиклошки булевард) над градското гробище е обособено отделно гробище на загиналите български и съветски бойци. Паметникът е съветски. Тук още от самото начало почиват тленните останки на 105 първоармейци, преобладаващата част от които са от 57-и пехотен Драмски полк, 58-и пехотен Гюмюрджински полк и 59-и пехотен Пирински полк на 16-а пехотна Беломорска дивизия, а така също и от 41-ви пехотен полк на 11-а пехотна дивизия. Преместени от други гробища няма.
4. Град Сигетвар – първоначално там са погребани 15 първоармейци под импровизиран тухлен паметник на площад „Кошут“, след което през 1970 г. са преместени в градското гробище в отделна братска могила с изготвен по унгарски типов проект бетонен паметник (такива има още и в Лабод и Вилан). Загиналите са от различни поделения, тъй като в града е работил щабът на Първа българска армия, армейските части и служби, армейската пропагандна рота, редакцията на фронтовия вестник, фронтовият театър, печатницата и др. Допълнителни препогребения няма.
5. Град Харкан – на около километър от града вляво към Печ е оформено най-голямото и същевременно централно българско военно гробище. До него се намира местното гробище на града. В него са положени тленните останки на 1439 първоармейци, 1 югославски и 21 съветски бойци. Там почива и първият унгарски пазач Янош Буковецки. Преобладаващата част от българските бойци и командири, погребани в Харкан са от 11-и пехотен Сливенски полк, 24-ти пехотен Черноморски полк и 29-и пехотен Ямболски полк на 3-та пехотна Балканска дивизия и придадените към нея поделения, и от 57-и пехотен Драмски полк, 58-и пехотен Гюмюрджински полк и 59-и пехотен Пирински полк на 16-а пехотна Беломорска дивизия, а така също и от 41-ви пехотен полк на 11-а пехотна дивизия. По-голямата част загиват в най-голямата офанзива в периода 6 – 22 март 1945 г.
Гробището е издигнато от унгарския народ като израз на признателност за проявения героизъм на първоармейци при Дравската операция, наричана още Дравска епопея. Гробището е открито официално на 23 септември 1956 г.
Първоначално в него са погребани 684 първоармейци, до първото официално откриване на 3 ноември 1951 г. те са вече 701 души. В процеса на обединението в гробището в Харкан са пренесени тленните останки от гробищата на следните селища: Бараняхидвейг (1), Вайсло (7), Гилванфа (1), Гьорчони (7), Дравапалконя (2), Дравачехи (2), Ипафча (276), Кеймеш (145), Ковачхида (268), Марфа (1), Пишко (4), Сапорца (55), Сентльоринц (15), Шиклош (13), от дигата при Дажон пуста (9) и от единични гробове (2). На 6 юли 1955 г. под ръководството на проектанта Янош Клайнайшел започва изграждането на днешното гробище. В него са оформени 44 радиални редици, а по протежение на оградата – 22 братски могили.
Гробището край Харкани е и най-голямата българска територия на унгарска земя, която за вечни времена ще се населява от 1439 бойци и офицери – българи.

### КомитатЗала
6. Град Надканижа – гробището е общо със съветското. В него са погребани 47 първоармейци предимно от 10-а пехотна Родопска дивизия, 12-а пехотна дивизия и 16-а пехотна Беломорска дивизия. Първоначално погребаните са били 34, като по-късно са препогребани още 13 души от селата Муракерестур (5), Тотсердахей (4) и Шомодсентмиклош (4).

### КомитатШомод
7. Село Бабоча – в парка в центъра на селото са погребани 125 души. Повечето от загиналите са от 12-и пехотен Балкански полк, 23-ти пехотен Шипченски полк и 30-и пехотен Шейновски полк на 8-а Тунджанска дивизия, а по-малко от 42-ри пехотен полк на 11-а пехотна дивизия. Първоначално са погребани 60 загинали, след което са препогребани още 65 първоармейци от гробищата в селата Болхо (13), Даран (19), Комлошд (7), Лакоча (13), Пейтерхида (3), Фелшьосентмартон (10).
8. Град Барч – в обща могила с югославски и съветски бойци са положени тленните останки на 12 български воини от 8-а пехотна Тунджанска дивизия.
9. Град Капошвар – загиналите 12 български бойци и командири са погребани в отделни гробове в парцел №22 на източното градско гробище. Без изключение те са починали от раните си в дислоцираните в града български военни болници.
10. Село Кишбайом – погребаните в землището на селото 63 български бойци (с изключение на 1 воин) са от 31-ви пехотен Силистренски полк „Железния“. Братската могила с паметник е на мястото на удържаната с дни отбранителна позиция.
11. Село Лабод – в центъра на селото между църквата и основното училище (в последното е функционирала българска военна болница) е оформено най-голямото в комитат Шомод българско военно гробище. В братската могила с паметник почиват 312 първоармейци и 1 неизвестен съветски офицер. Преобладаващата част са от 10-и пехотен Родопски полк, 44-ти пехотен Тунджански полк и 47-и пехотен Ардински полк на 10-а пехотна Родопска дивизия; 31-ви пехотен Силистренски полк, 32-ри пехотен Загорски полк и 46-и пехотен Добрички полк на 12-а пехотна дивизия; има и от други дивизионни поделения. Първоначално броят на погребаните е бил 83, след което са препогребани загинали от гробища в следните селища: Бакхаза (2), Болхаш (27), Вадаспуста (2), Гьоргетег (35), Ержибетмайор (7), Йотвьошкони (1), Кадаркут (4), Мике (6), Надкорпад (1), Нейметлад (4), Патошфа (5), Ринябешеньо (9), Ринясенткирай (1), Сулок (1), Хомоксентдьорд (42), Чьокьой (38) и Шомодсоб (44).
12. Град Надятад – в градското гробище в братска могила са погребани 26 бойци и командири от 10-а пехотна Родопска дивизия
13. Село Сабаш – в братска могила в центъра на селото са погребани 19 души, предимно от 32-ри пехотен Загорски полк. Първоначално са погребани 14 души, след което са препогребани още 5 от село Бейлахазапуста.
14. Град Чурго – в централния градски парк в братска могила с паметник са погребани 80 първоармейци. През октомври 2004 г. са прибавени и тленните останки на подпоручик Димитър Георгиев Митрев, които са намерени при строителни работи в района на с. Чургонадмартон. В гробището са препогребани тленни останки от селищата Берзенце (11) и Закан (5).
15. Село Шомодудвархей – в братска могила с паметник пред кметството са погребани 12 души, като с едно изключение всички са от 8-а пехотна Тунджанска дивизия.
16. Село Шомодчичо – намира се до селското гробище. В него са погребани 177 български бойци и командири в отделни гробове и в братска могила с паметник. Мнозинството са от 10-и пехотен Родопски полк и 44-ти пехотен Тунджански полк на 10-а пехотна Родопска дивизия, и от 31-ви пехотен Силистренски полк и 32-ри пехотен Загорски полк на 12-а пехотна дивизия. Първоначално броят им е бил 95, при обединението се препогребват от гробища в следните селища: Белезна (3), Дарваш (22), Инке (16), Ихарош (7), Ихарошберейн (9), Йожефмайор (4), Сента (22). Тленните останки на подполк. Иван Котев Митрев от 47-и пехотен Ардински полк са пренесени в централното гробище в Харкан.